# Exechiopsis unguiculata
Exechiopsis unguiculata är en tvåvingeart som först beskrevs av Lundstrom 1911.  Exechiopsis unguiculata ingår i släktet Exechiopsis och familjen svampmyggor. Arten har ej påträffats i Sverige. Inga underarter finns listade i Catalogue of Life.